# Kanon der Literatur
Ein Kanon der Literatur (zu griechisch kanon „Regel, Maßstab, Richtschnur“) ist eine Zusammenstellung derjenigen Werke, denen in der Literatur ein herausgehobener Wert beziehungsweise eine wesentliche, normsetzende und zeitüberdauernde Stellung zugeschrieben wird.
Mit dem Begriff des literarischen Kanons wird dabei normalerweise ein ideelles Korpus aus literarischen Texten bezeichnet, die eine bestimmte Trägergruppe, beispielsweise eine gesamte sprachliche oder nationale Kultur oder eine subkulturelle Gruppierung, für wertvoll beziehungsweise autorisiert hält und an deren Überlieferung sie interessiert ist („materialer Kanon“).
Daneben bezeichnet dieser Terminus aber auch ein Korpus von Interpretationen, in dem festgelegt wird, welche sozialen Normen, Wertevorstellungen oder Deutungen mit den kanonisierten Texten verbunden sind („Deutungskanon“).
Lange bevor das Konzept auf die Literatur angewendet wurde, hatte das mittelalterliche Christentum das Wort auf die Auswahl der anerkannten heiligen Schriften (Bibelkanon) und der autoritativen theologischen Schriften (z. B. Decretum Gelasii de libris recipiendis et non recipiendis, Liber pancrisis) bezogen.
Bedeutung hat ein Kanon der Literatur vor allem im Schulunterricht und in den Philologien als Prüfungsgrundlage – er notiert hier die Titel, deren Kenntnis vorausgesetzt wird. Auf dem Buchmarkt und in Diskussionen der Allgemeinbildung ist er als Feld der Titel von Interesse, deren Lektüre die Teilnahme an Diskussionen erleichtert. Die Zusammenstellung eines solchen Kanons ist fach-, orts- und bildungsabhängig, genauso wie die Frage, was Kenntnis dieses Kanons genau bedeuten soll.
Ein Kanon der Literatur entsteht grundsätzlich nicht dadurch, dass sich Texte aufgrund inhärenter zeitloser literarischer Eigenschaften oder Qualitäten durchsetzen, sondern ist vielmehr das geschichtlich und kulturell determinierte, variable Resultat komplexer Auswahl- und Deutungsprozesse, die sowohl durch innerliterarische wie auch außerliterarische (zum Beispiel soziale oder politische) Faktoren bestimmt werden.
Die Festlegung eines solchen Kanons erfüllt dabei verschiedene Funktionen für die jeweilige Trägergruppe: Sie stiftet Identität durch die Repräsentation der für diese Gruppe konstitutiven Normen und Werte; sie grenzt zugleich diese Gruppe gegen andere ab und legitimiert sie. Ebenso liefert der festgelegte Kanon Handlungsorientierungen, indem er ästhetische und moralische Werte wie auch Verhaltensregeln kodiert. Auf diese Weise wird ebenso die Verständigung über gemeinsame Gegenstände in der Trägergruppe gesichert. Je homogener eine Gesellschaft oder kulturelle Gruppe ist, desto wahrscheinlicher wird eine Kanonisierung bestimmter Texte.
Typisch für moderne, zunehmend differenzierte Gesellschaften oder Kulturen ist jedoch die Kanonpluralität: Unterschiedliche Kanones stehen dabei neben- und gegeneinander und erfüllen die Selbstdarstellungs- und Legitimationsbedürfnisse der verschiedenen Trägergruppen.

## Geschichte
Der Kanon der großen Werke der Weltliteratur ist eines nicht: die Liste der Werke, die über die Zeiten hinweg die Menschheit faszinierten und beschäftigten. Unser gegenwärtiger Kanon geht kaum bis ins 17. Jahrhundert zurück und begann dort weitgehend ohne Vorgeschichte. Bei seiner Einführung erregte er Befremden – wie Faszination.

### 17. Jahrhundert

#### Siegeszug der „belles lettres“
Der Aufbau eines Kanons der Weltliteratur begann im Feld der „belles lettres“ – in jenem Bereich des Buchmarkts, der heute in der Belletristik fortlebt. Die „Literatur“ war gegenüber den „belles lettres“ bis in das 19. Jahrhundert das Feld der Wissenschaften. Sie umfasste die Theologie, die Jurisprudenz und die Medizin und baute ihren Kanon eher ab. Sie etablierte seit dem 17. Jahrhundert gerade die laufenden Fachdiskussionen als Ersatz für jeden alteingesessenen Kanon antiker Autoritäten.
Das, was heute „Literatur“ ist, existierte unter den Worten Poesie und Roman – beide Felder kannten keine nationalen Traditionen. Die Poesie war über die Oper mit der aktuellen Musik verbunden, der Roman griff in die Historie aus. Poesie der Antike – die Werke Vergils und Ovids – las man an den Gymnasien und im philosophischen Vorstudium in ausgewählten Passagen, um an ihnen Latein zu lernen. Im aktuellen Marktgeschehen blieb die Poesie Moden unterworfen und ohne eigene Geschichte. Alte Romane las man auf dem Markt billiger Bücher. Neue Romane waren dagegen elegant und nach einem Jahrzehnt bereits meist überholt. Im Lauf des 17. Jahrhunderts änderte sich dies mit der Bedeutung, die Cervantes’ Don Quixote (1605/15) gewann. Die Romane der Scudéry wurden Mitte des 17. Jahrhunderts Klassiker der Moderne. Der Roman, der bis dahin mit Geschichten von Rittern und Prinzessinnen als mittelalterliches Relikt verpönt war, kam zu Achtung. Auf dem Markt der „belles lettres“ wurden Cervantes und die Scudéry Klassiker der Gegenwart. Frauen wurden mit den „belles lettres“, berühmt. Töchter berühmter Gelehrter, Ehegattinnen berühmter Autoren erregten Aufsehen, wenn sie Latein verstanden und die Poesie der Römer im Original gelesen hatten – von den Universitäten blieben sie ausgeschlossen, doch im eleganten Leben von Paris unterhielten sie literarische Zirkel, in denen Liebhaber des modernen Geschmacks und einer neuen geschlechterübergreifenden Bildung zusammenkamen. Altgriechisch war ein heimliches Bildungsziel – kaum Männer beherrschten diese Sprache. Von „galanten Wissenschaften“ sprach man im Deutschen im Blick auf die „belles lettres“, was nebenbei notierte, dass dies eine Bildung war, die Männer und Frauen teilten.
Die „belles lettres“ wurden von Europas Lesern bevorzugt auf Französisch gelesen. Eine zweite landessprachliche Produktion kam in den 1680ern in England auf. Londons Buchmarkt war wie derjenige in Paris und Amsterdam am modischen Publikumsgeschmack orientiert. Antiquierter war das Verlagsangebot der Universitäten Oxford und Cambridge. Der deutsche Buchmarkt hatte sein Zentrum dagegen in Leipzig gerade im Geflecht der Universitätsstädte. Londons Markt ging auf die Kundenwünsche nach den „belles lettres“, nach „polite literature“ in englischen Ausgaben begierig ein. Im deutschen Sprachraum kam es einer Revolte gleich, wenn sich ein Universitätsdozent wie Christian Thomasius in den 1680ern zum neuen Markt bekannte und dessen Ausweitung auf die deutsche Sprache forderte. Die sofortige Übersetzung französischer Titel kam auf. Gleichzeitig begannen englische Autoren von Bildung den neuen kommerziellen Markt mit eigenen Angeboten aus den beliebten Feldern Roman, Geschichte, Memoires, Reiseberichte zu bedienen. In Deutschland importierte man dagegen aus Amsterdam und Den Haag die dort für den internationalen Handel produzierte französische Ware.

#### 1670: Erster Kanon der Weltliteratur

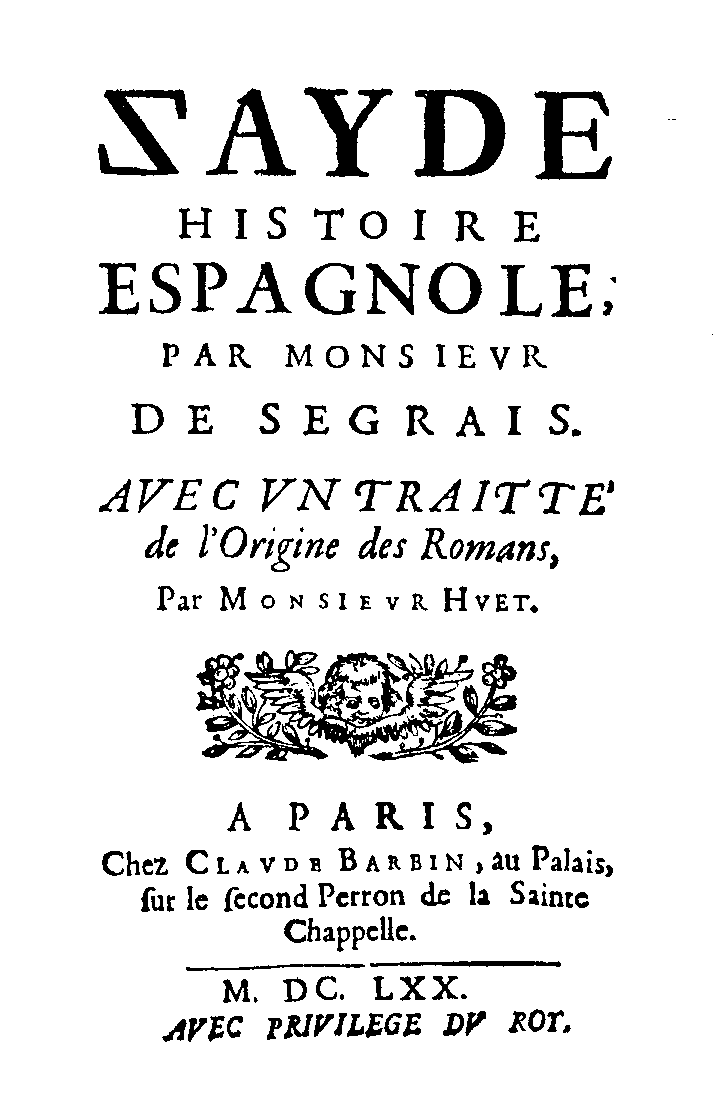
Der erste Kanon, die Vorrede zu Marie de LaFayettes Zayde, 1670

Der erste moderne Kanon der Weltliteratur erschien 1670 mit Pierre Daniel Huets Traitté de l’origine des romans – als Vorrede zu einem Roman und als Geschichte des Romans. Das gesamte Buch wurde unverzüglich ins Englische übersetzt, die Vorrede fand bald auch eigenständige Ausgaben. Die deutsche Übersetzung ließ bis 1682 auf sich warten und gewann – durch Eberhard Werner Happel vorgelegt – keinen größeren Einfluss. Deutschlands Leser lasen das französische Original oder, mit universitärer Bildung, lateinische Übersetzungen. Zur Geschichte des Romans gehörte für Huet die gesamte Geschichte der Fiktionen. Das schloss die Gleichnisse der Religionen, die Epen Homers und die Versepen des Mittelalters ein, von denen man nur noch die Titel kannte. Der Bischof von Avranches legte auf etwas über 100 Seiten eine Weltgeschichte der Literatur vor, noch bevor das Wort „Literatur“ dafür zur Verfügung stand.
Die meisten von Huet genannten Titel konnte man nicht im Handel erwerben. Der Buchmarkt reagierte jedoch auf die Kundennachfrage. Heliodor, Longus und Petron erschienen wenig später mit Vorworten, die klarstellten, dass Huet diese Bücher als Klassiker des Romans notiert hatte.

### 18. Jahrhundert

#### Interesse an fremder Kultur
Mit dem Aufkommen des Klassiker-Marktes gewann die Lektüre von Romanen und Poesie ganz neue Qualitäten: Romane des Mittelalters hatten ihre Leser in Traumwelten verführt, so die wiederkehrende Kritik an allen älteren Romanen. Romane der Gegenwart hatten dagegen Moral und Klugheit in Intrigen gelehrt und waren dabei eine skandalträchtige Lektüre geworden. Der Markt der Klassiker befreite von jeder solchen Kritik. Als Klassiker konnte man Romane der Antike, des Mittelalters oder der Gegenwart ganz ungefährdet lesen.

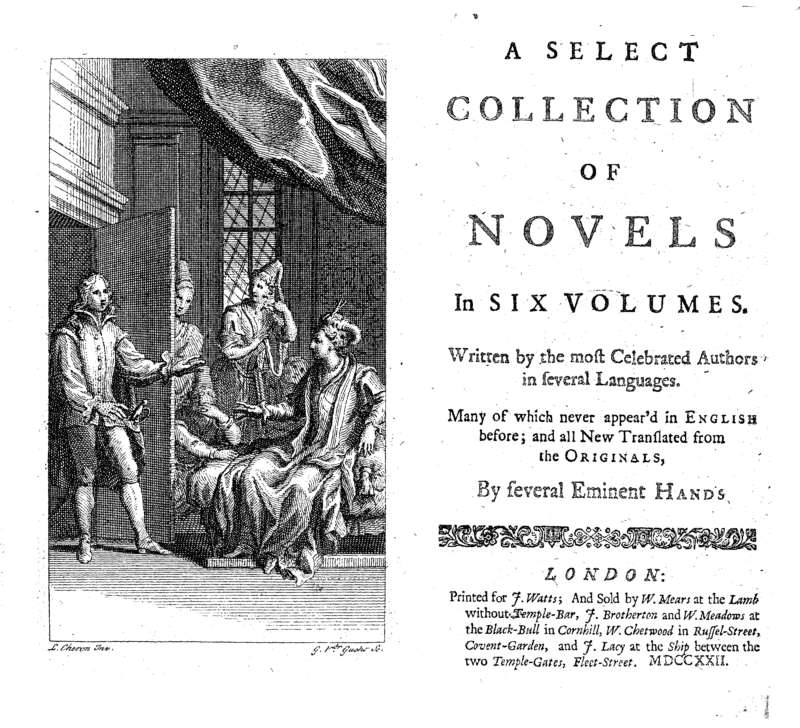
A Select Collection of Novels (1720–1722)

Für den Buchmarkt waren Roman-Klassiker ein einträglicher Erwerbszweig, beispielsweise A Select Collection of Novels (1720–1722) auf dem englischen Markt des frühen 18. Jahrhunderts. Die sechsbändige Ausgabe bot „Novels“ von Machiavelli und Cervantes bis zu den Romanen LaFayettes. Huets Traktat über den Ursprung der Romane war ebenfalls Teil der Sammlung. Englische jüngere Klassiker wurden dagegen bewusst ausgespart. Man sucht 1720 gerade den internationalen Geschmack, nicht den nationalen.
Wer Huets Traktat verstanden hatte, der las den beliebigen Roman mit einem Interesse an der fremden Kultur und der vergangenen Zeit – und er las den Roman der Gegenwart mit gar keinem anderen Interesse. Huet interpretierte Romane und dachte über die Menschen nach, die dergleichen schrieben und konsumierten. Er begründete eine eigene Kulturwissenschaft mit der neuen Lektüre.
Dazu passte, dass der jetzt entstehende Kanon mit befremdenden Begegnungen aufwartete: Im frühen 18. Jahrhundert legte Anne Dacier Homers Odyssee und die Ilias in französischer Prosa vor. Europas Intellektuelle und das allgemeinere Publikum lasen die Bände mit Erschrecken und mit einem Gefühl des heimlichen Triumphs. In schlichte wortgetreue Prosa gebracht, erwies Homer sich als überaus ungeschliffen. Seine sprachlichen Bilder waren unelegant. 1699/1700 hatte François Fénelon seinen Telemach herausgebracht, einen Roman selben Stoffes in moderner französischer Prosa, und mit diesem zeigte sich deutlich, auf welcher sehr viel höheren Zivilisationsstufe das 18. Jahrhundert gegenüber der Antike stand.
Die erste europäische Übersetzung der Geschichten aus 1001 Nacht fiel in dieselbe Entdeckung des Fremden und des Kanons der Weltliteratur. Europa las mit Rührung die Geschichten Arabiens – sie schienen von einer menschlichen Authentizität durchdrungen, die die intrigenverliebte Leserschaft des modernen Europas sich längst abgewöhnt hatte.

#### Nationale Traditionen im internationalen Kanon
Der Markt der Klassiker, wie er seit den 1670ern aufgebaut wurde, hatte nationale Traditionslinien. Dem Publikum ging es jedoch, wenn es Klassiker der „belles lettres“ las, bis in die Mitte des 18. Jahrhunderts vor allem darum, Lektüre aus dem Ausland und der Vergangenheit zur Unterhaltung zu erhalten. Mitte des 18. Jahrhunderts war die Auseinandersetzung mit dem Fremden so weit gediehen, dass die nationale, möglicherweise fremde, Vergangenheit neues Interesse gewann.
Shakespeare hatte man im 17. Jahrhundert noch in Großbritannien in modernisierten Fassungen aufgeführt. Weder mit den drastischen sprachlichen Bildern noch mit den Verläufen der Stücke hatte man im ausgehenden 17. Jahrhundert viel anfangen können. Warum mussten die Liebenden in Romeo und Julia sterben? Ein feiner empfindendes Publikum verlangte eher einen glücklichen Schluss. Mitte des 18. Jahrhunderts wandelte sich das Verhältnis zum eigenen Klassiker in England. Der ursprüngliche Text begann zu interessieren. David Garrick spielte in Neuinszenierungen von Shakespeare-Tragödien die Rollen der verworfenen Helden mit Interesse am Entsetzen und am härteren Sentiment, das die eigene Zeit befremdete.
Samuel Johnson erforschte die englische Sprache in ihrer Geschichte. In Deutschland widmeten sich neue Literaturzeitschriften Mitte des 18. Jahrhunderts den „schönen Wissenschaften“, so das jetzige Wort für die „belles lettres“, mit kulturanthropologischen Thesen – Lessing tat dies in seiner Schrift Wie die Alten den Tod gebildet. Aus der kulturellen Distanz wurde etwas neues: Interesse an und Begeisterung für eine Vergangenheit, die sich erst mit Bildung im jetzt entstehenden Fachbereich der schönen Wissenschaften erschloss.
Ein Kanon der Weltliteratur und eine Unterteilung der Weltliteratur in nationale Traditionen zeichnete sich ab, doch gab es letztlich noch keinen institutionellen Bedarf am neuen Bildungsgegenstand. Der noch vage Kanon existierte zwischen Rezensenten und ihrem Publikum. Die neuen Journale, die sich den schönen Wissenschaften widmeten, setzten einen Grundkonsens über Titel voraus, auf die sich bei Beweisführungen anspielen ließ. Den nächsten Schritt in die Kanonbildung brachte das 19. Jahrhundert zuwege.

### 19. Jahrhundert: Kanon der Nationen

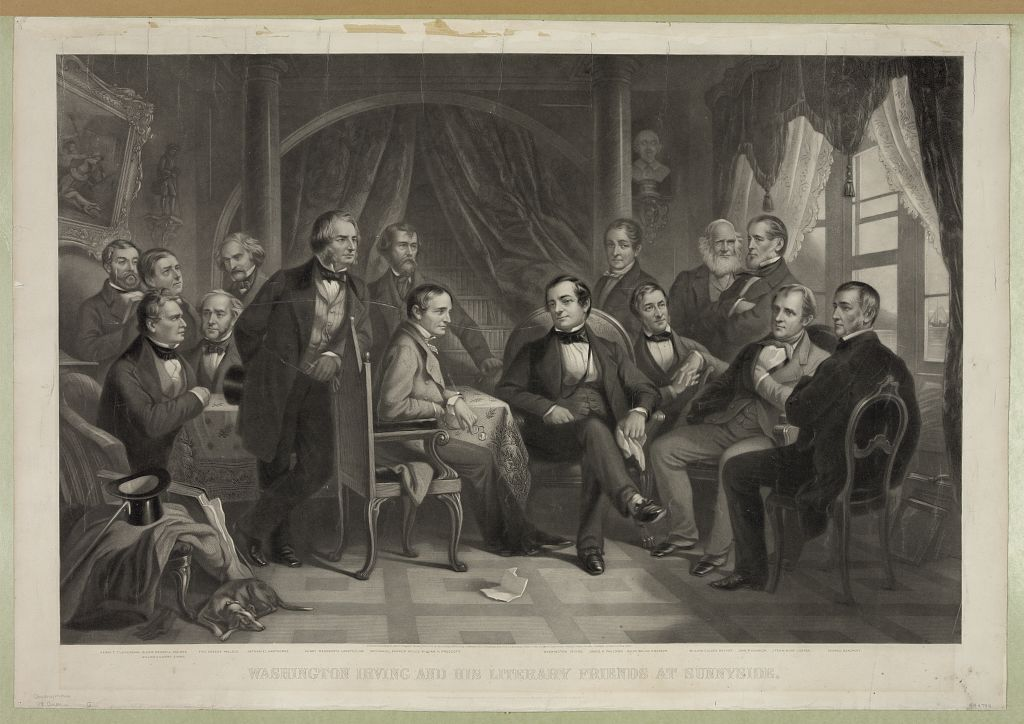
Washington Irving und seine literarischen Freunde, 1864: imaginäres Treffen der damaligen Größen der amerikanischen Literatur in Irvings Bibliothek. Irving (in der Mitte) wird als „Vater“ und Mittelpunkt der amerikanischen Literatur dargestellt.
Von links nach rechts sind abgebildet:
Henry Theodore Tuckerman, Oliver Wendell Holmes, Sr., William Gilmore Simms, Fitz-Greene Halleck, Nathaniel Hawthorne, Henry Wadsworth Longfellow, Nathaniel Parker Willis, William Hickling Prescott, Washington Irving, James Kirke Paulding, Ralph Waldo Emerson, William Cullen Bryant, John Pendleton Kennedy, James Fenimore Cooper, George Bancroft.
Die Auswahl verdeutlicht den Wandel des literarischen Kanons: Viele heute kanonische Autoren des 19. Jahrhunderts wie Herman Melville und Walt Whitman fehlen, einstige Granden wie Tuckerman und Willis sind heute fast vergessen.

Im 19. Jahrhundert entwickelte der Staat sein Interesse am nationalen Kanon der Literaturgeschichte – Literatur war jetzt das Feld, das mit den „belles lettres“ vorgezeichnet worden war. Kleinstaaten Deutschlands und Frankreich als eine Nation, die mit der Französischen Revolution ein Interesse an neuen nationalen Bildungsgütern hatte, brachten die Bewegung voran – hierzu ausführlicher die Artikel Literatur und Kanon (Deutsche Literatur).
Die Literatur zog in den Schulunterricht ein, sie beschäftigte nationale Philologien an den Universitäten und eine von ihnen ausgehende Literaturwissenschaft. Der Kanon der Weltliteratur wurde eine Angelegenheit des Buchhandels, der jetzt eigene Editionsprojekte den Klassikern der Weltliteratur widmete – eigene Verlage wie Reclams Universalbibliothek schossen sich auf das Marktsegment mit der systematischen Erkundung des Kanons ein.
Der nationale Kanon wurde dagegen in Literaturgeschichten festgelegt und in Lehrplänen des schulischen Literaturunterrichts auf den Punkt gebracht. Das Mittelalter hatte seit den 1760ern zunehmendes Interesse geweckt – es garantierte Begegnungen mit Texten, die nicht die Ästhetik der eigenen Zeit teilten. Mit dem 19. Jahrhundert hatte es eine neue philologische Wissenschaft herausgefordert, die die Sprachdenkmäler textkritisch edierte und erforschte. Der Kanon, der als nationaler von den ersten Sprachdenkmälern in die Gegenwart verlief, erforderte im Schulunterricht Aufwand und Respekt – Bereitschaft, Mittelhochdeutsch und Mittelenglisch zu lernen, um die ersten Werke der eigenen Nation zu lesen. Er mündete in einen Wettbewerb der Nationen untereinander um größte Kunst.
Was auf dem Buchmarkt in Befriedigung der Neugier entstanden war, was um 1700 eine entspanntere Lektüre von Romanen erlaubt hatte, eine Lektüre, die doch jetzt an der Kultur interessiert war, war in den 1760ern zum Feld eines breiten Austauschs in Journalen geworden. Im 19. Jahrhundert hatte es den Schulunterricht und seine Bildung erobert. Aus dem Kanon der Weltliteratur war dabei ein Kanon der nationalen Literaturen geworden, der eine eigene Wissenschaft verlangte. Eine Revolte gegen den Kanon formierte sich im Schatten der Kanonbildung.

## Kanondebatten
Verbunden mit dem Kanon ist häufig eine Kanondebatte. In den Religionen war sie durch alle Schismen hindurch geführt worden. Jede neue Abspaltung fand hier eines der besten Gelände, sich zu positionieren: Sie trat für Texte ein, die nach eigener Sicht ungerechtfertigt aus dem Kanon ausgeschlossen waren; oder sie trat gegen den Kanon auf, der von Fälschungen durchdrungen war, und forderte eine Beschränkung auf die „reine Lehre“ und die wahren Texte der Überlieferung. Der Aufbau des modernen Kanons der Literatur erlaubte ein vielfältigeres Spiel, als die Religionen es zuvor mit der Überlieferung der Antike spielten. Jede Nation hatte ihren Kanon in der Weltliteratur. Die Literaturen selbst entwickelten sich – hier war kaum ein abgeschlossener Kanon möglich, allenfalls Streit um den besten Kanon, und der wiederum hing von vielerlei Faktoren ab: davon, wozu dieser Kanon gebraucht werden sollte. Für die Schule, die Universität, die Allgemeinbildung? Die eingehenderen Fragen mussten den Bildungszielen gelten: Ging es darum, die Jugend an die Kultur der Nation heranzuführen? Achtung für die eigene Nation zu steigern? Sie zum kritischen Nachdenken anzuleiten? Jeweils war ein anderer Kanon gefragt.
Intellektuelle der 1960er und 1970er standen der gesamten Idee eines Kanons wiederholt skeptisch gegenüber. Er legt Bildungsziele fest und dient eher dazu, die Kultur in ihrer Vielfalt zu beschneiden. Streit und unterschiedliche Meinungen setzen gerade eine Bereitschaft voraus, sich vom Kanon und von Meinungen der Gesellschaft zu distanzieren.
Groß war darum die Diskussion, die Ende der 1970er und Anfang der 1980er in Deutschland um die ZEIT-Bibliothek der 100 besten Bücher der Weltliteratur entstand. Kritische Schriftsteller und Intellektuelle hatten hier ihre Lieblingsbücher besprochen. Einen Kanon hatten sie damit nicht behauptet – sie hatten gerade eine Vielfalt persönlicher Sichtweisen angestrebt. Doch hatten sie im Ergebnis das Gegenteil erreicht: Sie hatten mit ihren 100 Lektüretipps einen neuen Kanon vorgelegt. Der Zeit-Kanon war international ausgerichtet, doch fanden sich deutsche Autoren darunter, die niemandem im Ausland etwas sagten. Deutsche behaupteten im selben Moment, dass diese Titel es wert wären, unter die besten der Welt gerechnet zu werden.
Man kritisierte den untergründigen Nationalismus des Zeit-Kanons, doch gleichzeitig stand fest, dass der seit dem Zweiten Weltkrieg sich als kritische Institution definierende Deutschunterricht ein weit entschiedener nationaleres Unterfangen war als diese Liste. Es gibt an den Schulen der Nation keinen Unterricht im Kanon der Weltliteratur. Dass auch außerhalb der traditionellen Bildungseinrichtungen Schule und Universität ein wachsendes Interesse an Kommentaren zum Kanon besteht, sieht man an populärwissenschaftlichen Titeln wie Thomas Rommels 50 Klassiker der Weltliteratur. (Hamburg: merus, 2006). Hier sind Kolumnen zusammengefasst, die über einen längeren Zeitraum in einer Wochenzeitung erschienen.
Die Debatte führte nicht zu einer internationaleren Ausrichtung der Bildung. Sie führte zu einer noch viel unbefangeneren Frage nach dem deutschen Kanon. Marcel Reich-Ranicki legte einen solchen unter dem Titel Kanon lesenswerter deutschsprachiger Werke 2001 im Spiegel vor. Vermarktet wurde er samt Buchausgaben für die bildungsbeflissene Kundschaft unter dem Titel Der Kanon. Neu ist an der Bewegung, dass sie nicht aus dem Schulsystem kommt und nicht in gewichtigen Literaturgeschichten vorgetragen wird. Die neue Suche nach dem Kanon ist vielmehr ein Angebot der Medien auf ein Bedürfnis der Leser. Fernsehshows heizten die Suche an.
Im Ausland gibt es vergleichbare Diskussionen. Harold Blooms The Western Canon: The Books and School of the Ages erregte 1994 heftige Diskussionen im angelsächsischen Sprachraum. Das aktuelle Interesse an einem Weltkanon wie an nationalen Titellisten trägt, soweit ersichtlich, vor allem einer neuen Wertschätzung von Bildung und Benimm Rechnung. Dietrich Schwanitz’ Bildung. Alles, was man wissen muß machte mit einem Rundum-Kanonangebot auf der Suche nach neuem Konsens und größerer Bildung ein unerwartetes Geschäft. Die modern ausgerichteten Vermarktungsprojekte der Süddeutschen Zeitung, die in einheitlichem Design wichtige Titel der Romangeschichte, des Kinofilms und der Unterhaltungsmusik des 20. Jahrhunderts vorlegen, nehmen gegenwärtig den Faden mit größerer Freiheit und der breiteren Perspektive auf weltweit moderne Kulturgüter auf.
Als die Zeit 2018 einen Kanon veröffentlichte, dessen Werke zu 91 Prozent von Männern stammten, initiierten Sibylle Berg, Margarete Stokowski und andere einen weiblichen Kanon („#DieKanon“), der zunächst auf Spiegel Online veröffentlicht wurde.
Ebenfalls im Herbst 2018 veröffentlichte die Deutsche Welle die Liste 100 Gute Bücher, in der einhundert moderne und zeitgenössische Werke deutschsprachiger Autorinnen und Autoren seit 1900, die ins Englische übersetzt wurden, in einer chronologischen Aufzählung enthalten sind. Zur Veröffentlichung hieß es, die Liste sei „keine Auflistung der Besten, kein Ranking“, sondern eine Bestandsaufnahme der literarischen Rezeption deutschsprachiger Werke im englischen Sprachraum, die zur Diskussion einladen soll, beispielsweise über die Gründe für den geringen Marktanteil der deutschsprachigen Literatur in den angelsächsischen Ländern oder warum nur knapp ein Drittel der Autoren in der Liste Frauen sind.